# Aeropuerto Internacional de Navegantes
El Aeropuerto Internacional de Navegantes-Ministro Victor Konder (en portugués: Aeroporto Internacional de Navegantes-Ministro Victor Konder; IATA: NVT – OACI: SBNF) es un aeropuerto situado en el municipio brasileño de Navegantes, en el estado de Santa Catarina, sirviendo a toda la región del Valle del Itajaí. Fue nombrado en homenaje al ministro de transportes y obras públicas del gobierno de Washington Luís, Victor Konder, que ocupó el cargo entre 1926 y 1930.
Posee una ubicación estratégica para el desarrollo económico y turístico de Santa Catarina, ya que sirve a ciudades con fuerte presencia industrial y turística, como Blumenau, Itajaí, Brusque, Rio do Sul, Balneário Camboriú e Itapema. En promedio transporta aproximadamente un millón de pasajeros al año.

## Aerolíneas y destinos
| Aerolíneas                    | Ciudades | Alianza |
| ----------------------------- | --- | ------- |
| Azul Líneas Aéreas 3 destinos | Nacionales: (3) Campinas / Cuiabá / Porto Alegre                                                                                                   | N/A     |
| Gol Linhas Aéreas 2 destinos  | Nacionales: (3) Río de Janeiro (Finaliza 30 de septiembre de 2023) / Río de Janeiro-GIG (Inicia 29 de octubre de 2023) / São Paulo / São Paulo-GRU | N/A     |
| LATAM Brasil 1 destino        | Nacionales: (2) São Paulo / São Paulo-GRU | N/A     |